# Podunajské Biskupice
Podunajské Biskupice é um bairro de Bratislava, capital da Eslováquia. Está situado no distrito de Bratislava II, na região de Bratislava. Tem 42,49 km² de área e sua população em 2018 foi estimada em 22.136 habitantes.